# Asphalt: Urban GT
Asphalt Urban GT — гоночная видеоигра для Nintendo DS и портативных игровых консолей Nokia N-Gage. Наиболее известная как первая крупная игра из серии Asphalt, она была разработана и издана Gameloft и выпущена 15 ноября 2004 года, что сделало ее одной из первых игр для Nintendo DS. Он поддерживает беспроводную многопользовательскую игру с участием до четырех противников и использует преимущества поддержки DS для трехмерной графики (при этом демонстрируя мощность N-Gage без ускорения, чтобы соответствовать графике DS), показывая действие с трех ракурсов камеры. Также доступны повторы. Нижний экран DS используется для предоставления стратегических советов и информации об игроке.
В игре есть девять трасс, созданных по образцу реальных мест, таких как Париж, Нью-Йорк, Майами, Лас-Вегас, Куба, Богота, Чернобыль, Гонконг и гоночная трасса Texas Motor Speedway. 23 автомобиля в игре лицензированы 14 реальными производителями, такими как Lamborghini, Hummer, Volkswagen, Nissan, Ford (Shelby), Audi, Aston Martin, Jaguar, Lotus, Morgan, TVR, Chevrolet, Saleen и другими. Режимы игры включают мгновенную игру, испытание на дороге, свободную гонку, атаку на время и погоню за полицейским. В погоне за полицейским игрок берет на себя роль полиции, пытающейся арестовать других гонщиков.

## Игровой процесс
В игре представлены 9 трасс, смоделированных по образцу реальных локаций, таких как Париж и Нью-Йорк. 23 игровых автомобиля лицензированы от реальных производителей, таких как Lamborghini, Hummer, Volkswagen и других, которые можно усовершенствовать с помощью более чем 30 улучшений.
Asphalt Urban GT поддерживает беспроводной мультиплеер с четырьмя противниками и использует преимущества поддержки 3D-графики у Nintendo DS, показывая действие с трёх ракурсов камеры. Нижний экран DS используется для предоставления стратегических советов и информации об игроке.

## Оценки
| Сводный рейтинг    | Сводный рейтинг | Сводный рейтинг | Сводный рейтинг |
| Издание            | Оценка          | Оценка          | Оценка          |
| Издание            | DS              | N-Gage          | Мобильные       |
| ------------------ | --------------- | --------------- | --------------- |
| GameRankings       | 62,35 %         | 72 %            | 67 %            |
| Metacritic         | 60/100          | 76/100          | N/A             |
| Иноязычные издания |                 |                 |                 |
| Издание            | Оценка          | Оценка          | Оценка          |
| Издание            | DS              | N-Gage          | Мобильные       |
| EGM                | 6/10            | N/A             | N/A             |
| Eurogamer          | 3/10            | N/A             | N/A             |
| Famitsu            | 27/40           | N/A             | N/A             |
| GamePro            | [ 12 ]          | N/A             | N/A             |
| GameRevolution     | C−              | N/A             | N/A             |
| GameSpot           | 7,5/10          | 7,5/10          | 8,2/10          |
| GameSpy            | [ 17 ]          | N/A             | N/A             |
| GameZone           | 7,9/10          | N/A             | N/A             |
| IGN                | 5,5/10          | N/A             | 7,5/10          |
| Nintendo Power     | 3,5/5           | N/A             | N/A             |

Согласно агрегатору обзоров видеоигр Metacritic, версия N-Gage получила «положительные» отзывы, а версия DS получила «смешанные» отзывы. В Японии Famitsu поставила последней версии одну шестерку и три семерки, всего 27 из 40.
Она заняла второе место в категории наград GameSpot 2004 года «Лучшая игра N-Gage», проиграв Colin McRae Rally 2005.

## Продолжения
Позже было выпущено два прямых продолжений первой игры, Asphalt: Urban GT 2 и Asphalt 3: Street Rules. Позже Gameloft разработала другие игры из этой серии, большинство из которых были выпущены для мобильных устройств, при этом Asphalt 4: Elite Racing стала первой игрой, выпущенной для iOS, а Asphalt 5 стала первой игрой серии Asphalt, разработанной и выпущенной для Android.
Прямое преобразование Asphalt 6: Adrenaline под названием Asphalt 3D для Nintendo 3DS было встречено неоднозначно. Точно так же Asphalt: Injection для PlayStation Vita включал треки из Adrenaline и был выпущен в декабре 2011 года. Начиная с Adrenaline, также разрабатывались и выпускались порты игр для персональных компьютеров, хотя только Adrenaline видел версию для OS X, с последующими играми серия выпускается и для Microsoft Windows.
В сентябре 2014 года для iOS и Android был выпущен бесплатный дополнительный продукт под названием Asphalt Overdrive. В отличие от предыдущих игр серии, игра представлена как «бесконечный раннер» в духе Temple Run и Subway Surfers и не предлагает традиционный гоночный режим.